# Zelotes cumensis
Zelotes cumensis este o specie de păianjeni din genul Zelotes, familia Gnaphosidae, descrisă de Ponomarev, 1979. Conform Catalogue of Life specia Zelotes cumensis nu are subspecii cunoscute.